# Петі-Морен
Петі Морен (фр. Petit Morin) — річка у Франції, що протікає в регіонах Гранд-Ест, О-де-Франс та Іль-де-Франс. Починається на торфовому болоті Сен-Гон, у муніципалітеті Валь-де-Маре, і протікає переважно у західному напрямку. Річка зливається з Марною приблизно через 86 кілометрів у Ла-Ферте-су-Жуар як її ліва притока. На своєму шляху Петі Морен перетинає департаменти Марна, Ена та Сена і Марна.

## Населені пункти біля річки
- Монмірай
- Вільнев-сюр-Белло
- Сен-Сір-сюр-Морен
- Жуарр
- Ла-Ферте-су-Жуар